# Mesquita
|  | Per a altres significats, vegeu «Marcelino Mesquita». |

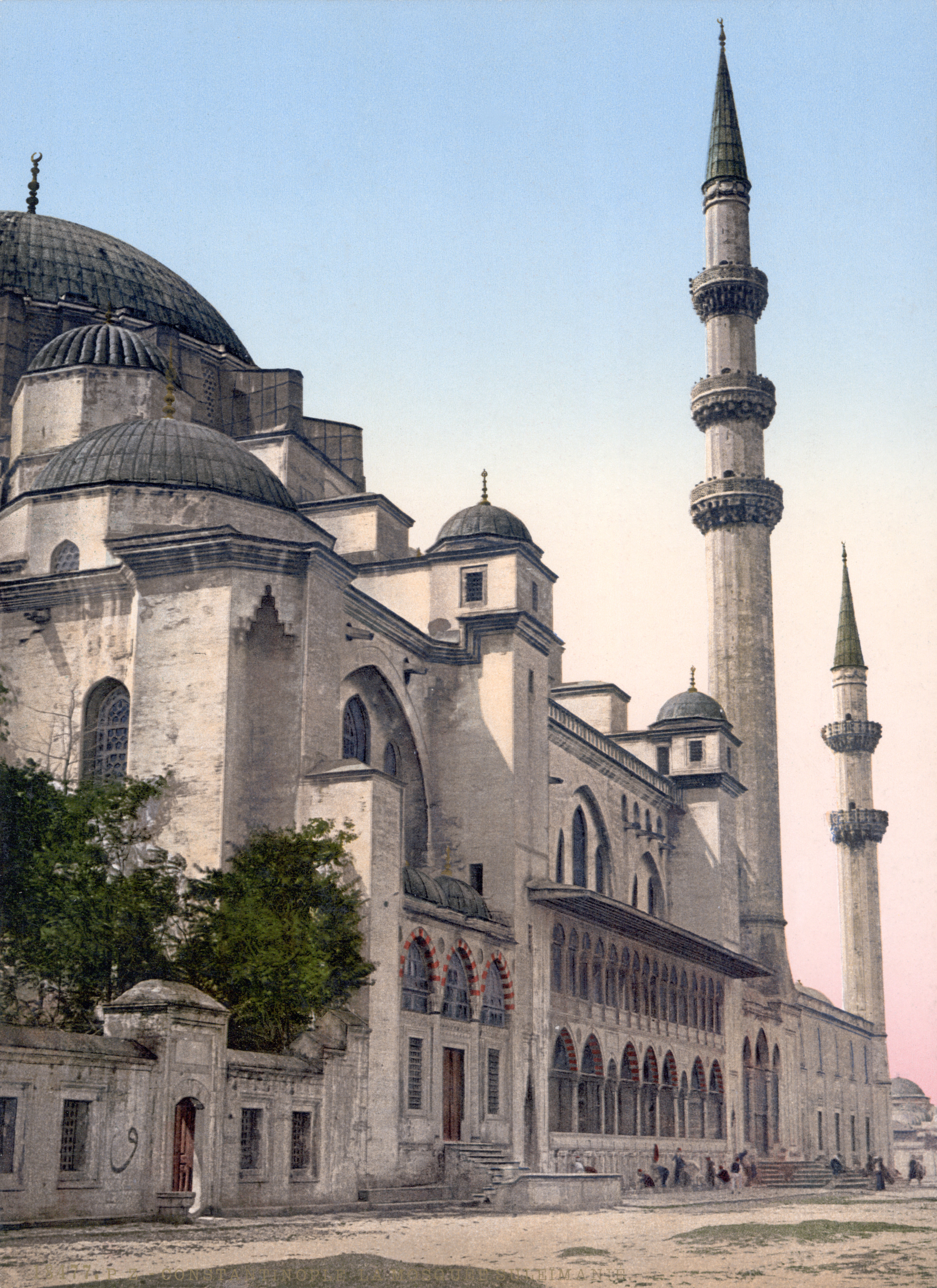
Mesquita de Solimà I a Istanbul, en 1890.

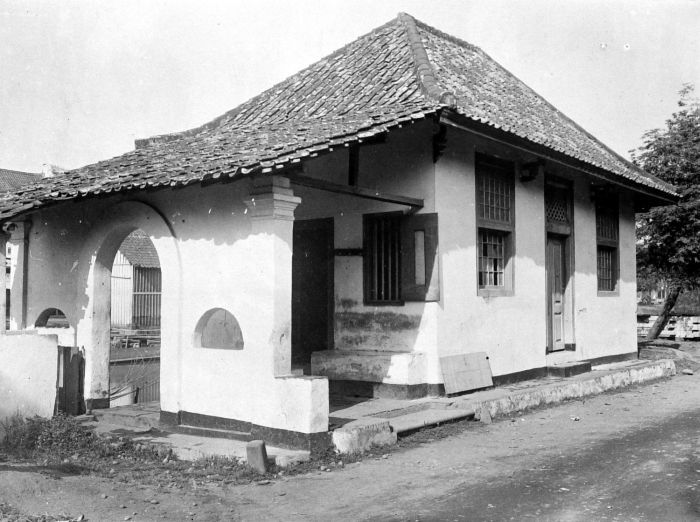
Històricament i tradicional, el minaret no és un element essencial de l'edifici. Mesquita a l'antiga Batavia, barri de Pekodjan, 1910-1921

Una mesquita o mosquea (de l'àrab: مسجد, masjid, ‘oratori’, possiblement a través de l'armeni mzkiṭ, en el primer cas, i de l'italià moschea, en el segon) és el temple de la religió islàmica.

## Etimologia
La paraula àrab màsjid significa 'lloc de culte' i és un substantiu derivat del verb sàjada (àrab: سجد, sajada, arrel s-j-d), que significa ‘inclinar-se’ o ‘agenollar-se’, fent referència a les postracions realitzades durant les pregàries islàmiques.
En l'Alcorà màsjid sovint fa referència al santuari de la Kaba, a la Meca, així com altres llocs de culte de religions com el judaisme o el cristianisme.

## Funcions religioses
Les mesquites, com a llocs de culte que són, estan destinades a diferents activitats religioses: oracions, ritual del ramadà i caritat.

### Oracions
Tots els musulmans adults tenen l'obligació de celebrar oracions cinc cops al dia. Tot i així, algunes mesquites petites només es duen a terme algunes d'aquestes oracions diàries. Les oracions corresponents es realitzen abans de l'albada (fajr), al migdia (ẓuhr), a la tarda (ʿaṣr), després de la posta de sol (maḡrib) i a la nit (ʿixā'). Generalment, no és obligatori fer les oracions a l'interior de la mesquita però si és el cas, l'oració és més valuosa.
Els divendres es du a terme una oració anomenada jumuʿa. Les oracions diàries es poden fer fora de la mesquita i en privat però els musulmans adults han de fer l'oració dels divendres en una d'aquestes edificacions.

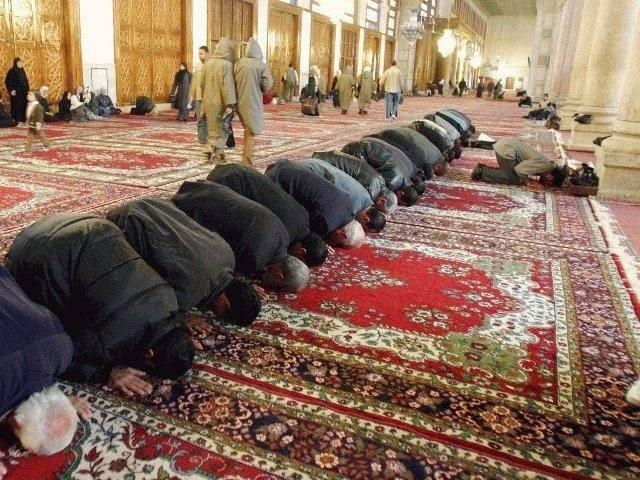
Musulmans pregant dins de la mesquita dels Omeies, a Damasc.

Les mesquites també acullen les oracions funeràries pels musulmans difunts (salat al-janaza), en la qual participen tots els membres de la congregació, fins i tot l'imam. A diferència de les oracions diàries, les funeràries normalment es fan a l'aire lliure, en un pati o plaça pròxim a la mesquita. A més, durant els eclipsis solars les mesquites acullen els musulmans que van a fer l'oració de salat al-kusuf.
En el calendari musulmà hi ha dues grans festes, l'Id al-Fitr i l'Id al-Ad·ha, en què augmenten les oracions diàries a les mesquites. Les oracions de l'id s'han de celebrar conjuntament amb altres musulmans; per aquest motiu es concentren a les mesquites amb dimensions més grans i més capacitat.

### El dejú de ramadà
Ramadà és el mes més sagrat de l'islam, durant el qual es practica el sawm (dejuni especial) des de l'albada fins a la posta del sol. Tot seguit certs fidels es reuneixen a les mesquites per fer-hi sopars comunitaris, on s'hi convida aquella part de la població més pobre de la comunitat per tal de compartir els aliments. Aquí es mostra una de les obligacions dels musulmans que és la caritat.
Durant els últims dies del ramadà, en força mesquites se celebra el tikaf, un ritual en el qual ha de participar almenys un home musulmà de la comunitat. Les persones que realitzen aquest ritual han d'estar dins la mesquita durant deu dies seguits, dedicats a les oracions o a l'estudi de la fe islàmica. Els participants són alimentats gràcies a la caritat de la comunitat que els dona menjar i beguda per cobrir les seves necessitats bàsiques.

### Caritat
El tercer pilar de l'islam declara que els musulmans han de donar aproximadament una quadragèsima part dels seus béns a la comunitat (zakat). Les donacions es fan a les mesquites i, abans de la festa que marca el final de ramadà, les mesquites fan una recollida del zakat que serveix per ajudar els musulmans pobres assistir a les oracions i celebracions relacionades amb la festivitat.

## Arquitectura
Una mesquita segueix un pla arquitectònic, a priori molt simple, que remunta a la primera mesquita a Medina. L'arquitectura d'una mesquita es deu a les tradicions regionals de l'hora i lloc en què va ser construït, per tant, l'estil, disseny i la decoració varien en gran manera, però per la funció comuna de la mesquita com a lloc d'oració col·lectiva, hi ha característiques arquitectòniques similars a les mesquites de tot el món. Tot i que algunes mesquites defugen de tot luxe i grandiositat i algunes són volgudament simples, també és cert que n'existeixen amb una gran importància arquitectònica i artística. Algunes mesquites es troben dintre de conjunts arquitectònics més amplis que poden contenir una escola alcorànica o madrassa, així com altres instal·lacions de caràcter pietós.
Una de les mesquites més notables en forma de T és la de Còrdova a Espanya.

### Minarets
Un element comú entre totes les mesquites és el minaret, la torre alta i esvelta que fàcilment es pot observar. Generalment, està situada a les cantonades de l'estructura. La punta del minaret és sempre el punt més alt de la mesquita. El més alt del món es troba a la Mesquita Hassan II a Casablanca (el Marroc).
Abans de les cinc oracions diàries obligatòries, el muetzí crida els musulmans a l'oració (salat) des del minaret. En molts països en els quals els musulmans no són majoria no està permès que l'àdhan sigui molt notable i sorollós.
Les primeres mesquites no tenien minarets, fins i tot avui en dia els moviments islàmics més conservadors com el wahhabisme els consideren innecessaris. El primer minaret que es coneix va ser construït l'any 665 a Bàssora durant el regnat del califa Muàwiya I.

### Cúpula
Les cúpules de les mesquites han estat durant la història una característica de l'arquitectura islàmica. Sovint, es localitzen directament sobre la sala d'oracions principal. Amb el pas del temps, les dimensions de la cúpula han crescut i han passat a cobrir tota la sala d'oracions principals. Algunes mesquites tenen diverses cúpules, la més rellevant i de dimensions més grans i les petites que l'acompanyen.

### Sala d'oracions
La sala d'oracions anomenada ḥaram («sagrat», sala d'oració) és una sala àmplia que manca de mobiliari i els musulmans diuen que d'aquesta manera la mesquita pot rebre a més fidels. Les oracions islàmiques es duen a terme a terra sobre la gran catifa que cobreix el terra de la sala d'oracions. Les mesquites tenen versos i fragments de l'Alcorà en els murs per ajudar els fidels a centrar-se amb Déu i en l'islam.
Generalment, davant de l'entrada hi ha el mur de l'alquibla (qibla) localitzat en el lloc més visible de la sala d'oracions. L'alquibla hauria d'estar situada de forma perpendicular a la línia que condueix a la Meca.
Els fidels realitzen les seves pregàries en fileres paral·leles a l'alquibla i se situen amb els seus caps orientats a la Meca. A l'alquibla s'hi troba el mihrab (miḥrāb). És el nínxol que marca en les mesquites el lloc cap on han de mirar els qui resen i també alberga l'Alcorà. El mihrab està en el mur de l'alquibla, el qual està orientat normalment cap a la Meca. També, és el lloc des d'on l'imam dirigeix les oracions.

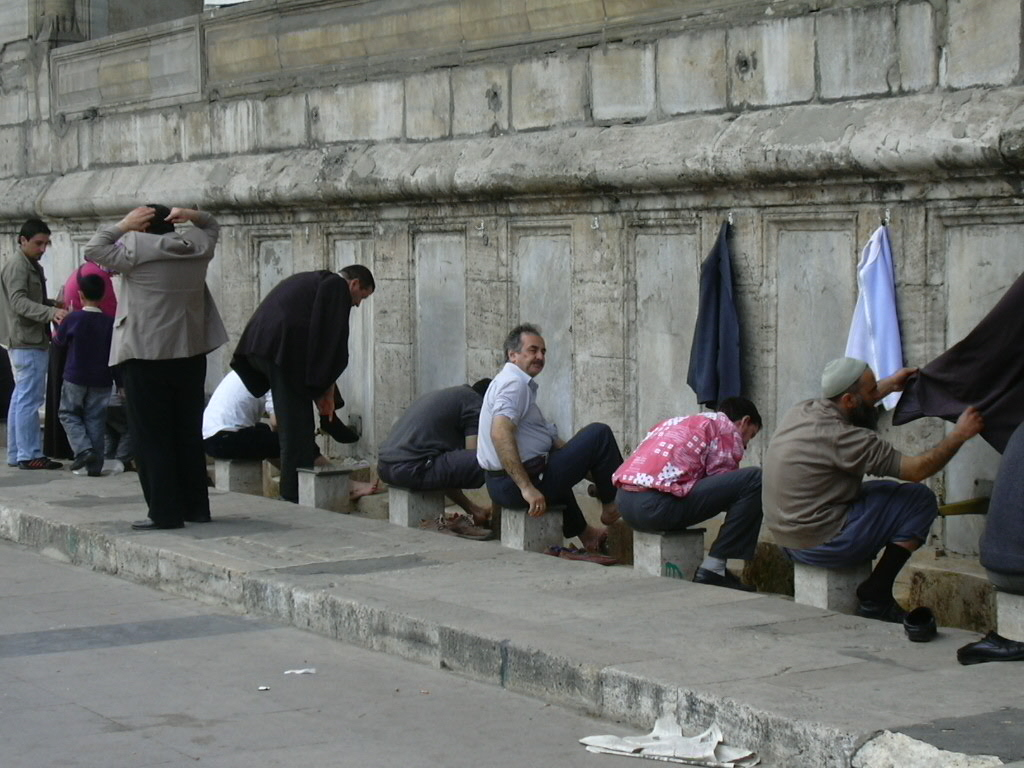
Musulmans practicant ablucions a Istanbul

### Lloc per l'ablució
L'ablució (del llatí ablutio, «em rento; rentat») és la purificació ritual d'algunes parts del cos abans d'un acte religiós. El fet d'utilitzar l'aigua com a símbol purificador és un acte força estès entre diverses creences. És vigent en el judaisme, l'islam i el cristianisme.
Les mesquites tenen fonts d'ablució situades a les portes d'accés a les mesquites o bé als seus patis. Els fidels s'han de purificar abans i després de les pregàries a les mesquites. A les entrades de les mesquites hi ha un lloc per deixar-hi les sabates i desar els abrics, ja que no poden fer la pregària amb calçats.

## Lleis i etiqueta
Les mesquites, segons les pràctiques islàmiques, estableixen tota una sèrie de lleis amb la finalitat de centrar l'atenció dels musulmans a l'adoració de Déu. Algunes d'aquestes regles, com la prohibició d'utilitzar calçat dins les sales d'oracions, són universals, però altres depenen exclusivament de cada mesquita.

### Director de la pregària
La presència d'un líder, dins les lleis islàmiques, es considera convenient però no obligatori. El director de l'oració, anomenat imam, ha de ser un «home honest i lliure», que hagi après l'Alcorà de memòria i sigui una autoritat en matèria religiosa. A les mesquites construïdes i mantingudes pel govern, el mateix governant selecciona l'imam. Per altra banda, a les mesquites privades, el líder és escollit pels membres de la congregació.
Totes les autoritats musulmanes estan d'acord que el rol de líder no el pot desenvolupar una dona. Recentment, aquesta norma s'aplica amb menys rigor en alguns llocs, on es permet que la dona dirigeixi les oracions de congregacions exclusivament femenines. També es coneix el cas d'Amina Wadud, que va desafiar la regla i va optar per dirigir oracions del divendres en congregacions mixtes.

### Vestimenta
L'islam exigeix als seus seguidors que vesteixin amb roba discreta i modesta. Per això, tant els homes com les dones han de seguir tota una sèrie de recomanacions i lleis. Els homes han de portar roba ampla i neta que no marquin la forma del cos. Al mateix temps, les dones han de vestir amb roba ampla, camises i pantalons que les cobreixin fins als canells i els turmells. Algunes de les mesquites no permeten l'entrada de visitants no musulmans sense posar-se alguna peça de roba per cobrir-se el cap.

## Algunes mesquites importants
- Al-Màsjid al-Haram a la Meca, Aràbia Saudita - lloc més sagrat de l'islam[25]
- Mesquita del Profeta a Medina, Aràbia Saudita - segon lloc més sagrat de l'islam[26]
- Mesquita d'al-Aqsa a Jerusalem, Israel - tercer lloc més sagrat de l'islam[27]
- Mesquita d'Alí a Najaf, Iraq - lloc més sagrat del xiisme
- Mesquita de Faysal a Islamabad, Pakistan - la mesquita més gran del món[28]
- Mesquita Badshahi a Lahore, Pakistan - la mesquita mogola més gran.
- Mesquita de Còrdova a Còrdova (Espanya) - del segle x, avui en dia una catedral catòlica.
- El Centre Cultural Islàmic Rei Fahd a Buenos Aires, Argentina - temple islàmic més gran d'Amèrica Llatina.
- Santa Sofia a Istanbul, Turquia - antiga catedral ortodoxa, va ser una mesquita des del 1453 i un museu des del 1935[29]
- Mesquita Blava a Sultanahmet, Istanbul
- Mesquita del Xa a Esfahan, Iran - mesquita comissionada per Abbas el Gran